# Тральщики типа «Сирьюс»
Тральщики типа «Сирьюс» (фр. Les dragueurs du classe Sirius), также известны как тральщики типа «D» (фр. Les dragueurs «D») — первые французские тральщики, построенные после Второй мировой войны.

## Описание кораблей

### Строительство
В начале 1960-х годов в составе военно-морского флота Франции состоял 101 тральщик, однако большая часть этих тральщиков была построена в США, Великобритании или Канаде. Из них только 35 тральщиков были французскими: 34 тральщика типа «D», также известные как тральщики типа «Сириюс» (три таких тральщика дополнительно строились для ВМС СФРЮ) и один тральщик типа «DB» или типа «Меркюр» (шесть тральщиков этого же типа строились для Бундесмарине). «D»-тральщики строились с 1952 по 1956 годы на верфях Шербура, вошли в состав ВМС с 1954 по 1958 годы. Все они получили имена в честь звёзд и различных созвездий. В планах было строительство кораблей на британской верфи Thrornycroft по чертежам тральщиков типа «Тон» и на голландской верфи Dokkum.

### Характеристики
Размерения корабля: 46,3 м × 8,55 м × 2,5 м (высота 15 м). Водоизмещение: 400 т стандартное и 440 т максимальное. При работе магнитных тралов возникало сильное магнитное поле, поэтому служба на кораблях "Сирьюс" считалась вредной. В команды отбирали только здоровых людей, прошедших вакцинацию от особо опасных заболеваний. 
Корпус и мостик были сделаны из дерева, каюты из дюралюминия, а надстройки из дерева и алюминиевого сплава. Из электронного оборудования стояли только навигационный радар DRBN 30 / Decca 202, на некоторых кораблях устанавливался и ответчик "свой-чужой" (IFF).
Дизель-электрическая силовая установка состояла из двух дизельных моторов Diesel SEMT Pielstick с генераторами Sigma-Pescara, развивавших суммарную мощность 2000 лошадиных сил. Это давало  максимальную скорость в 15 узлов. Рабочая скорость, естественно, была меньше: 9 узлов при тралении мин контактными тралами, 6,5 узлов при тралении с магнито-акустическими устройствами. Дальность плавания составляла 3000 морских миль при скорости в 10 узлов. У тральщика были два трёхлопастных винта фиксированного шага, только на M734, M735, M736 и M737 стояли винты переменного шага.

### Вооружение
В состав противоминного вооружения входили разнообразные тралы: механические, магнетические, акустические и взрывные. На данном тральщике механические тралы типа Oropesa (OD1) выглядели в форме ножниц и боролись с контактными минами. Изначально ставились магнитные тралы типов MB1, MB3 и MB4 в форме петель, но ближе к 1960-м годам из-за ухода акустических тралов на второй план на вооружение поступили тралы MB5, которые ставились преимущественно по правому борту. Мощность такого трала составляла целых 550 лошадиных сил. В качестве акустических тралов использовались тралы с апломбом AM1, AO1, AP1, но они были довольно опасными из-за того, что мина могла взорваться рядом с корпусом. Вследствие этого использовались чаще всего тралы AM1 (работали при помощи крана) и AP1. Кабель размещался на крыше за трубой, на месте 20-мм пушки. Наконец, ко взрывным тралам относились тралы типа AE1, боровшиеся с акустическими минами.
В качестве артиллерийских орудий выступать могли как пары 40-мм «Бофорсов», так и 20-мм пушки «Эрликоны», которые ставились на крышу, около трубы. Потом было решено оставить только одно орудие, калибр которого выбирали капитаны по собственному усмотрению. Некоторые тральщики сохранили своё вооружение, но были переделаны в сторожевые катера.

## Список кораблей
Всего было построено 34 таких тральщика, разделённых на подтипы «Пескара» (21 корабль) и «Пьельстик» (14 кораблей). Командовал каждым кораблём лейтенант ВМС. Экипаж каждого судна до 1974 года состоял из 11 офицеров и 28 матросов. На каждом корабле было 14 кроватей вместо гамаков, что было по тем временам неслыханной роскошью. В состав флота входили:
- Тральщики подтипа «Пескара»: M701 Sirius (Сирьюс), M702 Rigel (Рижель), M703 Antares (Антарес), M704 Algol (Алголь), M705 Aldébaran (Альдебаран), M706 Régulus (Регулус), M707 Véga (Вега), M708 Castor (Кастор), M709 Pollux (Поллукс), M740 Cassiopé (Кассиопе), M741 Eridan (Эридан, позднее переименован в Альдебаран), M742 Orion (Орьон), M743 Sagittaire (Сажжитер), M744 Achernar (Ашернар), M745 Procyon (Процион), M710 Pégase (Пегас), M750 Bellatrix (Беллатрикс), M751 Denébola (Денебола), M752 Centaure (Сентаур), M753 Fomalhaut (Фомальот).
- Тральщики подтипа «Пьельстик»: M746 Arcturus (Арктурус), M747 Bételgeuse (Бетельжёз), M754 Canopus (Канопю), M749 Phénix (Феникс), M755 Capella (Капелла), M759 Céphée (Сефе), M757 Verseau (Версо), M758 Ariès (Арье), M759 Lyre (Лир), M734 Croix du Sud (Круа дю Зюд), M735 Etoile Polaire (Этуаль Полэр), M736 Altaïr (Альтаир), M737 Capricorne (Каприкорн).

## Служба
Тральщики вместе собирались в дивизионы: в каждом дивизионе было от трёх до пяти кораблей. Одна из эскадр тральщиков базировалась в Шербуре, а вторая в Бресте. Помимо этого, тральщики базировались в Форт-де-Франсе и Дакаре. Они были первыми и единственными тральщиками Франции, на которых были как механические, так и магнитно-акустические тралы. Планировалось установить на каждое судно ещё и гидролокатор, но это так и не удалось сделать ни разу. С 1970 года тральщики постепенно покидают состав ВМС Франции: сначала были введены в строй пять океанских тральщиков типа «Домпер», а в 1972 году и пять тральщиков типа «Сирсе». Некоторые были законсервированы, а некоторые были разобраны уже в 1970 году (у таких срок службы оказался очень и очень коротким). Некоторые были переведены на базу в Ля-Паллис, где превратились в корабли-мишени Испытательного центра в Бискароссе (с 1964 по 1981 годы там проводились испытания и учения). Преимущественно выводились из состава флота тральщики подтипа «Пескара», в то время как тральщики подтипа «Пьельстик» прослужили гораздо дольше. Последним флот покинул тральщик «Феникс», который нёс службу с 1955 по 1992 годы.